# اتحاد بنين
اتحاد بنين (بالفرنسية: Union pour le Bénin)‏ هو تحالف سياسي في بنين بقيادة بارنابي داسيجلي. التحالف يدعم الرئيس يايي بوني.

## التاريخ
تم إنشاء التحالف في 21 مارس 2011،  ويتكون من الاتحاد من أجل العمل والديمقراطية بقيادة داسيجلي وحزب التنمية والإصلاح بزعامة لوسيان هونجنيبو والاتحاد من أجل انتصار الجمهورية بزعامة أنطوان ألابي غبيغان واتحاد قوى المواطنين بقيادة لوسيان أغبوتا وحركة التنمية والثقافة والسلام لفاوستين غودوفو. في الانتخابات البرلمانية في أبريل 2011 حصل على 4.5٪ من الأصوات وفاز بمقعدين لهونجنيبو وهونسا جاستن أغبودجيتي.
في الانتخابات البرلمانية لعام 2015، انخفضت حصة أصوات التحالف إلى 2.9٪، رغم احتفاظه بالمقعدين.